# Mario Osuna
Mario Humberto Osuna Pereznuñez (23 de agosto de 1988; Culiacán, Sinaloa, México), también conocido como El Mono Osuna, es un exfutbolista mexicano que jugaba de centrocampista.

## Trayectoria deportiva
Producto de las fuerzas básicas de los Dorados de Sinaloa, debutó como profesional en 2009. Integró el plantel del equipo que conquistó la Copa México Apertura 2012. Gracias a ello fue reclutado por el Querétaro F. C., haciendo su debut en la Liga MX en enero de 2013.
Durante su periodo con los queretanos su equipo tuvo varios altibajos, pero en lo individual alcanzó un gran nivel, llegando a ser convocado para integrar la selección de fútbol de México.
Entre 2017 y 2020 jugó para Monarcas Morelia, hasta que el equipo fue reubicado en Mazatlan y rebautizado como Mazatlán F. C.
En agosto de 2021 dejó Mazatlán F.C. para incorporarse al Club América. Sin embargo sólo estuvo un semestre en el equipo.
En 2022 registró regresos a los Dorados de Sinaloa y al Querétaro F. C., y se sumó al F.C. Juárez para disputar el Clausura 2023.
En enero de 2024 se venció su contrato y se convirtió en agente libre. Debido a ello terminó incorporándose a La Vaquita, equipo enrolado en la Primera Fuerza Municipal de Mazatlán, un torneo amateur.

### Selección nacional

#### Participaciones en Copa América
| Copa              | Sede  | Resultado    |
| ----------------- | ----- | ------------ |
| Copa América 2015 | Chile | Primera fase |

## Trayectoria mediática
En 2024 participó de la octava temporada de Exatlón México y de la primera temporada de la Américas Kings League. En ambas competiciones televisadas se destacó, siendo campeón del segundo split de la AKL con el equipo Olimpo United en diciembre de 2024, y ganando el Exatlón al vencer en la final al tres veces campeón Koke Guerrero en marzo de 2025.

## Estadísticas
Actualizado al último partido jugado el 20 de octubre de 2023.

### Clubes
| Dorados · México                                                                                     |               |               |     |    |    |   |   |     |     |    |
| 2.ª                                                                                                  | 2009-10       | 18            | 1   | -  | -  | - | - | 18  | 1   |    |
| 2.ª                                                                                                  | 2010-11       | 33            | 0   | -  | -  | - | - | 33  | 0   |    |
| 2.ª                                                                                                  | 2011-12       | 21            | 1   | -  | -  | - | - | 21  | 1   |    |
| 2.ª                                                                                                  | 2012-13       | 17            | 5   | 8  | 0  | - | - | 25  | 5   |    |
| 2.ª                                                                                                  | 2022          | 9             | 2   | -  | -  | - | - | 9   | 2   |    |
| Total club                                                                                           | Total club    | 98            | 9   | 8  | 0  | 0 | 0 | 106 | 9   |    |
| Querétaro F. C. · México                                                                             |               |               |     |    |    |   |   |     |     |    |
| 1.ª                                                                                                  | 2012-13       | 16            | 0   | -  | -  | - | - | 16  | 0   |    |
| 1.ª                                                                                                  | 2013-14       | 26            | 2   | 7  | 0  | - | - | 33  | 2   |    |
| 1.ª                                                                                                  | 2014-15       | 34            | 3   | 9  | 3  | - | - | 43  | 6   |    |
| 1.ª                                                                                                  | 2015-16       | 25            | 0   | -  | -  | 2 | 0 | 27  | 0   |    |
| 1.ª                                                                                                  | 2016-17       | 7             | 0   | 4  | 0  | - | - | 11  | 0   |    |
| 1.ª                                                                                                  | 2022          | 10            | 1   | -  | -  | - | - | 10  | 1   |    |
| Total club                                                                                           | Total club    | 118           | 6   | 20 | 3  | 2 | 0 | 140 | 9   |    |
| Monarcas · México                                                                                    |               |               |     |    |    |   |   |     |     |    |
| 1.ª                                                                                                  | 2016-17       | 8             | 0   | 6  | 1  | - | - | 14  | 1   |    |
| 1.ª                                                                                                  | 2017-18       | 39            | 3   | 1  | 0  | - | - | 40  | 3   |    |
| 1.ª                                                                                                  | 2018-19       | 18            | 2   | 5  | 1  | - | - | 23  | 3   |    |
| 1.ª                                                                                                  | 2019-20       | 26            | 2   | 3  | 0  | - | - | 29  | 2   |    |
| Total club                                                                                           | Total club    | 91            | 7   | 15 | 2  | 0 | 0 | 106 | 9   |    |
| Mazatlán F. C. · México                                                                              |               |               |     |    |    |   |   |     |     |    |
| 1.ª                                                                                                  | 2020-21       | 25            | 2   | -  | -  | - | - | 25  | 2   |    |
| Total club                                                                                           | Total club    | 25            | 2   | 0  | 0  | 0 | 0 | 25  | 2   |    |
| C. América · México                                                                                  |               |               |     |    |    |   |   |     |     |    |
| 1.ª                                                                                                  | 2021-22       | 5             | 0   | -  | -  | 1 | 0 | 6   | 0   |    |
| Total club                                                                                           | Total club    | 5             | 0   | 0  | 0  | 1 | 0 | 6   | 0   |    |
| F. C. Juárez · México                                                                                |               |               |     |    |    |   |   |     |     |    |
| 1.ª                                                                                                  | 2023          | 6             | 0   | -  | -  | - | - | 6   | 0   |    |
| 1.ª                                                                                                  | 2023-24       | 8             | 0   | -  | -  | 3 | 0 | 11  | 0   |    |
| Total club                                                                                           | Total club    | 14            | 0   | 0  | 0  | 3 | 0 | 17  | 0   |    |
| Total carrera                                                                                        | Total carrera | Total carrera | 351 | 24 | 43 | 5 | 6 | 0   | 400 | 29 |
| (1)Incluye datos de la Copa México (2)Incluye datos de la Concacaf Liga de Campeones (2015-16, 2021) |               |               |     |    |    |   |   |     |     |    |

## Palmarés

### Campeonatos nacionales
| Título  | Club      | País   | Año  |
| ------- | --------- | ------ | ---- |
| Copa MX | Querétaro | México | 2016 |